# Carrozzeria Marazzi
Die Carrozzeria Marazzi war ein italienischer in Caronno Pertusella bei Mailand ansässiger Hersteller von Automobilkarosserien. Er wird oft als  Nachfolger der Carrozzeria Touring bezeichnet. Das Unternehmen stellte ab 1967 Aufbauten für zahlreiche, heute klassische Sportwagen her. Heute beschäftigt es sich vorwiegend mit der Panzerung von Serienfahrzeugen.

## Unternehmensgeschichte

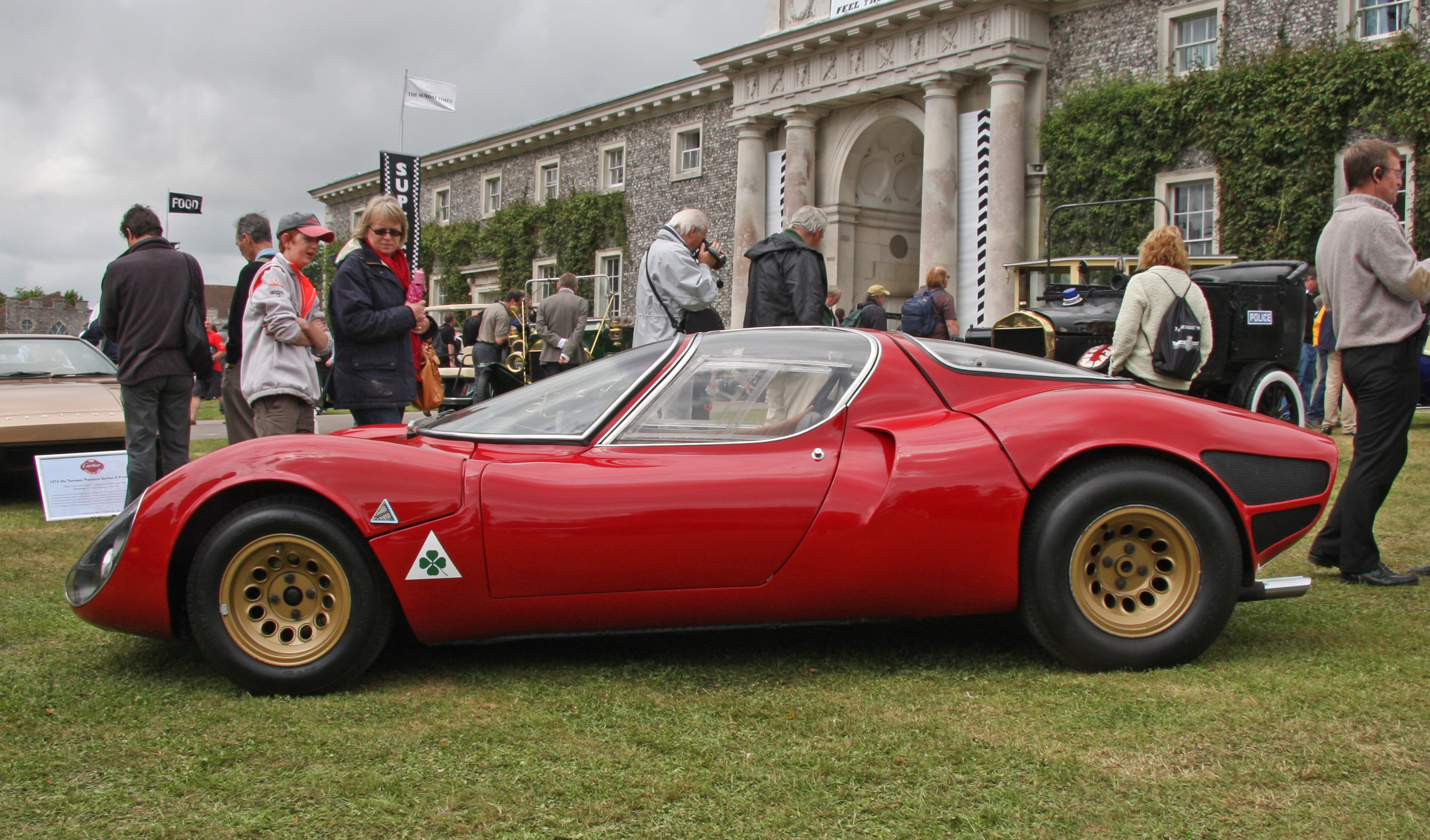
Alfa Romeo Tipo 33 Stradale: Aufbau von Marazzi hergestellt.

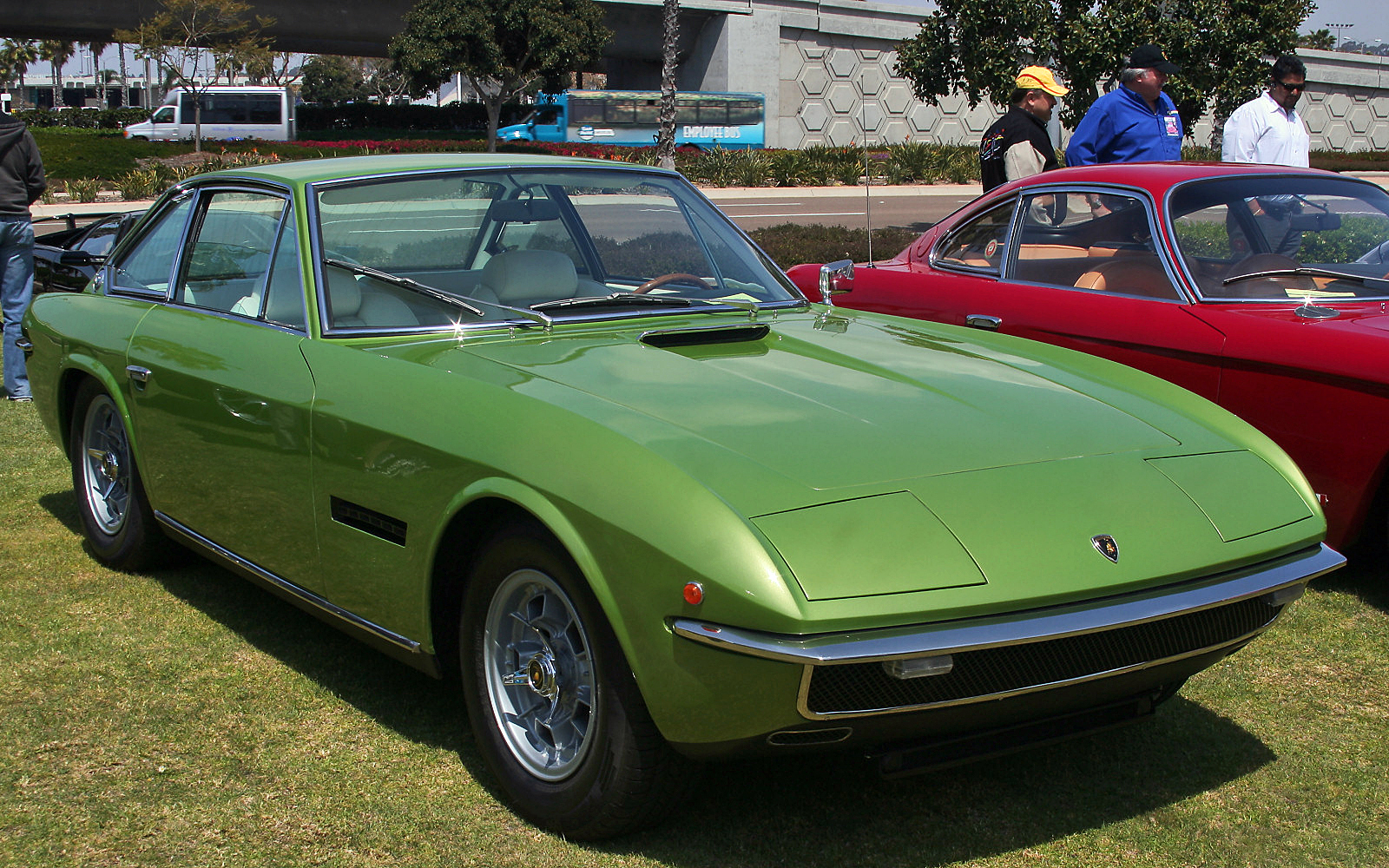
Lamborghini Islero, bei Marazzi entworfen und gebaut

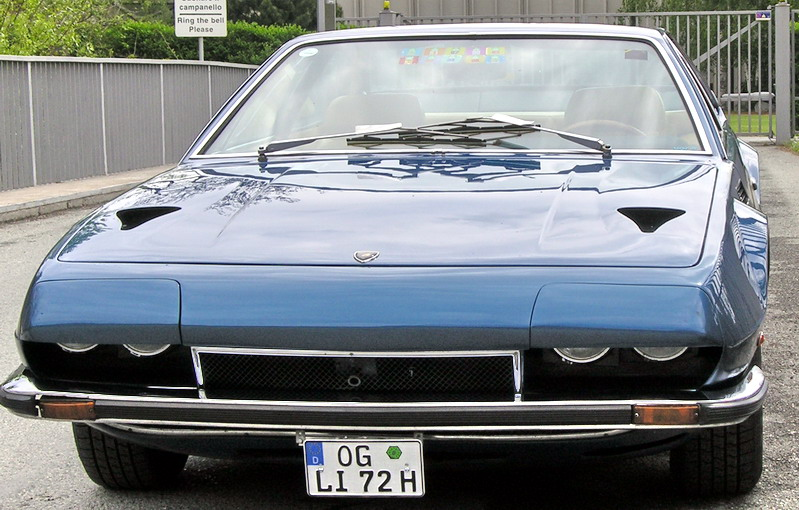
Lamborghini Jarama: Islero-Nachfolger mit Marazzi-Karosserie nach einem Bertone-Entwurf

Gründer des Unternehmens war Mario Marazzi. Er hatte in den 1960er Jahren als Ingenieur bei der Carrozzeria Touring gearbeitet. Wenige Monate nachdem Touring Ende 1966 den Betrieb eingestellt hatte, etablierte Marazzi in räumlicher Nähe zu seinem ehemaligen Arbeitgeber seinen eigenen Betrieb, der sich zunächst auf Fahrzeugaufbauten für Kleinserienhersteller spezialisierte und damit in einem ähnlichen Marktsegment tätig war wie Touring. Marazzi übernahm in der Folgezeit Aufträge und Mitarbeiter der Carrozzeria Touring.
Marazzis erster Auftrag war die Herstellung der Werkskarosserie für den Alfa Romeo Tipo 33 Stradale. Abgesehen davon war in den ersten Jahren vor allem die Beziehung zu Lamborghini von besonderer Bedeutung. Lamborghini hatte zunächst die Carrozzeria Touring mit der Herstellung der Karosserien für den Lamborghini 400GT 2+2 beauftragt. Nach der Insolvenz Tourings konnte Marazzi kurzfristig einspringen und komplettierte die letzten Exemplare dieses Modells. Der Nachfolger des 400 GT, der Lamborghini Islero, wurde von Marazzis Designer Federico Formenti – ebenfalls einem ehemaligen Touring-Mitarbeiter – entworfen und bei Marazzi hergestellt; später baute Marazzi auch die Karosserien für den ähnlich konzipierten Lamborghini Jarama. 
Die Aufbauten der Carrozzeria Marazzi hatten in den 1960er und 1970er Jahren einen ausgesprochen schlechten Ruf. Die Fertigungsqualität wurde insbesondere beim Lamborghini Islero, aber auch beim Jarama als mangelhaft angesehen. Beim Jarama wurde zudem die deutlich spürbare Übergewichtigkeit des Aufbaus kritisiert.
Nachdem Lamborghini 1978 den Verkauf des Jarama eingestellt hatte, endete bei Marazzi die Produktion kompletter Automobile. In den 1970er und 1980er Jahren baute Marazzi einige Replicas des Alfa Romeo Tipo 33 Stradale. Darüber hinaus stellte das Unternehmen zahlreiche Bestattungswagen auf der Basis italienischer Großserienfahrzeuge her. Seit längerem beschäftigt es sich mit der Panzerung von Serienfahrzeugen, die vornehmlich von der Polizei eingesetzt werden. Hierzu gehören gesicherte Ausführungen des Alfa Romeo 159 und des Land Rover.
Das Unternehmen wurde 2019 für bankrott erklärt.

## Fahrzeuge der Carrozzeria Marazzi
- Alfa Romeo Tipo 33 Stradale (1967)
- Lamborghini 400 GT 2+2 (1967)
- Lamborghini Islero (1967)
- Lamborghini Jarama (1970)
- Alfa Romeo 90 Kombi (1985; zwei Prototypen)[8]
- Fiat Punto Cabrio Bricò (1994)
- Alfa Romeo 8C Competizione Spider (Prototyp 2008)